# Devin Brown
Devin LaVell Brown (ur. 30 grudnia 1978 w Salt Lake City) – amerykański koszykarz, występujący na pozycji rzucającego obrońcy, mistrz NBA z 2005 roku.
Kiedy rozpoczynał swoją karierę zawodową przystąpił do czterech draftów (2002). Nie został wybrany w drafcie do NBA. W naborze do ligi CBA został wybrany z numerem 6 przez Sioux Falls Skyforce, do USBL przez Kansas Cagerz z numerem 18, do NBDL z numerem 2 przez Fayetteville Patriots.
We wrześniu 2011 roku trafił do Asseco Prokomu Gdynia. Był w słabej dyspozycji. W VTB notował średnio  4,3 punktu i 2,3 zbiórki, natomiast w spotkaniu Euroligi z Galatasaray zaliczył 7 punktów i 2 zbiórki. Klub rozwiązał z nim umowę za porozumieniem stron 27 października, oficjalnie z powodu spraw rodzinnych.

## Osiągnięcia
NCAA
- Uczestnik turnieju NCAA (1999)
- Mistrz turnieju konferencji Southland (SLC – 1999)
- Najlepszy pierwszoroczny zawodnik SLC (1999)[5]
- Zaliczony do[5]:
  - I składu:
    - pierwszoroczniaków (1999 przez College Hoops Insider Magazine)
    - SLC (2000, 2001, 2002)[6]
    - turnieju Southland (2002)[6]

  - II składu SLC (1999)

D-League
- Finalista D-League (2003)
- MVP sezonu (2003)[6]
- Debiutant Roku (2003)[6]
- Wybrany do składu I składu NBA D-League (2003)

NBA
- Mistrz NBA (2005)[1]

USBL
- Wicemistrz USBL (2002)
- Debiutant Roku (2002)
- Zaliczony do składu I składu debiutantów USBL (2002)
- Klub Kansas Cagerz zastrzegł należący do niego numer 14 (27 kwietnia 2007)